# Volshave
Volshave en lille bebyggelse i Gurreby Sogn (Lollands Sønder Herred), ca. 1 kilometer sydvest for Gurreby.
Bebyggelsen nævnes 1473. Landsbyen blev udskiftet i 1815. 
Ved Volshave ligger Saltingshøje, hvor der efter sagnet skulle have stået en borg. Nord for Volshave Skov ligger Galgebakken, som er et gammelt henrettelsessted.
Volshave ligger i Lolland Kommune og hører til Region Sjælland.